# Кэрролл, Мэдлин
 Мэдлин Кэрролл (англ. Madeleine Carroll; 26 февраля 1906 — 2 октября 1987) — англо-американская актриса, которая была популярна в 1930-е и 1940-е годы.

## Биография
Эдит Мэдлин Кэрролл родилась 26 февраля 1906 года в городе Вест-Бромвич в английском графстве Стаффордшир. Своё образование она получила в университете Бирмингема.
Её кинодебют состоялся в 1928 году в одном из британских фильмах, и Мэдлин быстро получила признание и успех, благодаря своему образу аристократической блондинки. В начале 1930-х она появилась в таких популярных фильмах у себя на родине, как «Атлантик», «Школа скандала» и «Я был шпионом». В 1931 году она неожиданно на пару лет покинула кино, после замужества с капитаном Филлипом Эстли. После развода в 1940 Кэрролл ещё трижды была замужем, в том числе и за сценаристом Стерлингом Хэйденом, но все браки завершились разводом.
В 1935 году актриса привлекла внимание Альфреда Хичкока и в том же году появилась в его картине «Тридцать девять ступеней». После выхода фильма на экраны Кэрролл получила хорошие отзыва за её роль, в том числе актрисой восхищались и критики из «The New York Times». Спустя год Хичкок пригласил её в ещё одну свою картину — Мэдлин исполнила роль Эльзы Каррингтон в фильме «Секретный агент».
К тому времени Кэрролл стала довольно популярна и вскоре подписала контракт с Paramount Pictures на съёмки в Голливуде. Там она появилась в таких фильмах, как «Смерть генерала на рассвете» (1936), «Узник Зенды» (1937), «Блокада» (1938), «Сафари» (1940), «Северо-западная конная полиция» (1940), «Моя любимая блондинка» (1942) и «Веер» (1949), где она исполнила свою последнюю кинороль. После этого Мэдлин сыграла ещё несколько ролей на телевидении и в 1955 году завершила свою актёрскую карьеру.
Её карьера в кино замедлилась ещё в начале 1940-х годов, после того как её сестра погибла во время бомбардировки немецкими войсками Англии. Мэдлин тут же записалась доброволицей в ряды сестёр Красного креста и на протяжении всей Второй мировой войны принимала активное участие во многих программах этой организации. Кэрролл работала в госпиталях Италии и Франции, а за особую храбрость и отвагу на территории последней была награждена орденом Почётного легиона. В 1943 году актриса приняла американское гражданство.
Мэдлин Кэрролл умерла от рака 2 октября 1987 года в испанском городе Марбелья в возрасте 81 года. За свой вклад в киноиндустрию Мэдлин Кэролл удостоена звезды на голливудской «Аллее славы».

## Избранная фильмография
| Год  |   | Русское название               | Оригинальное название     | Роль                 |
| ---- | - | ------------------------------ | ------------------------- | -------------------- |
| 1929 | ф | Атлантик                       | Atlantic                  | Моника               |
| 1930 | ф | Школа злословия                | School for Scandal        | леди Тизл            |
| 1933 | ф | Я был шпионом                  | I Was a Spy               | Марта Кнокхарт       |
| 1934 | ф | Мир движется вперёд            | The World Moves On        | Мэри Уорбёртон Жирар |
| 1935 | ф | Тридцать девять ступеней       | 39 Steps                  | Памела               |
| 1936 | ф | Секретный агент                | Secret Agent              | Эльза Каррингтон     |
| 1936 | ф | Смерть генерала на рассвете    | The General Died at Dawn  | Джуди Перри          |
| 1937 | ф | Узник Зенды                    | The Prisoner Of Zenda     | Флавия               |
| 1938 | ф | Блокада                        | Blockade                  | Норма                |
| 1940 | ф | Сафари                         | Safari                    | Линда Стюарт         |
| 1940 | ф | Северо-западная конная полиция | North West Mounted Police | Эйприл Логан         |
| 1942 | ф | Моя любимая блондинка          | My Favorite Blonde        | Карен Бентли         |
| 1949 | ф | Веер                           | The Fan                   | миссис Эрлинн        |